# Тимотије
Тимотеј или Тимотије је мушко име грчког (грч. Τιμόθεος) порекла и има значење онај који поштује бога, божји поштовалац. 
Мађарска варијанта овог имена је Тимот (мађ. Timót), а постоје и Тимотеуш (мађ. Timóteus) и Тимотеус (мађ. Timóteusz).

## Имендани
- 24. januar.
- 26. januar.
- 3. januar.
- 22. avgust.

## Познате личности
- Тимотеј Ефешки
- Тимоти Далтон
- Тимоти Лири